# Ipatovskij rajon
L'Ipatovskij rajon, in russo Ипатовский район?, è un rajon del Kraj di Stavropol', nel Caucaso.